# Lukovany
Lukovany település Csehországban, a Brno-vidéki járásban. Lukovany Čučice, Zakřany, Vysoké Popovice, Ketkovice, Oslavany, Rapotice és Sudice településekkel határos. Lakosainak száma 657 fő (2024. január 1.).

## Népesség
A település lakosságának változását az alábbi diagram mutatja:
| Lakosok száma | 545  | 678  | 791  | 897  | 701  | 557  | 609  | 634  | 627  | 657  |
|               | 1869 | 1900 | 1921 | 1961 | 1980 | 2011 | 2016 | 2019 | 2021 | 2024 |